# Velie

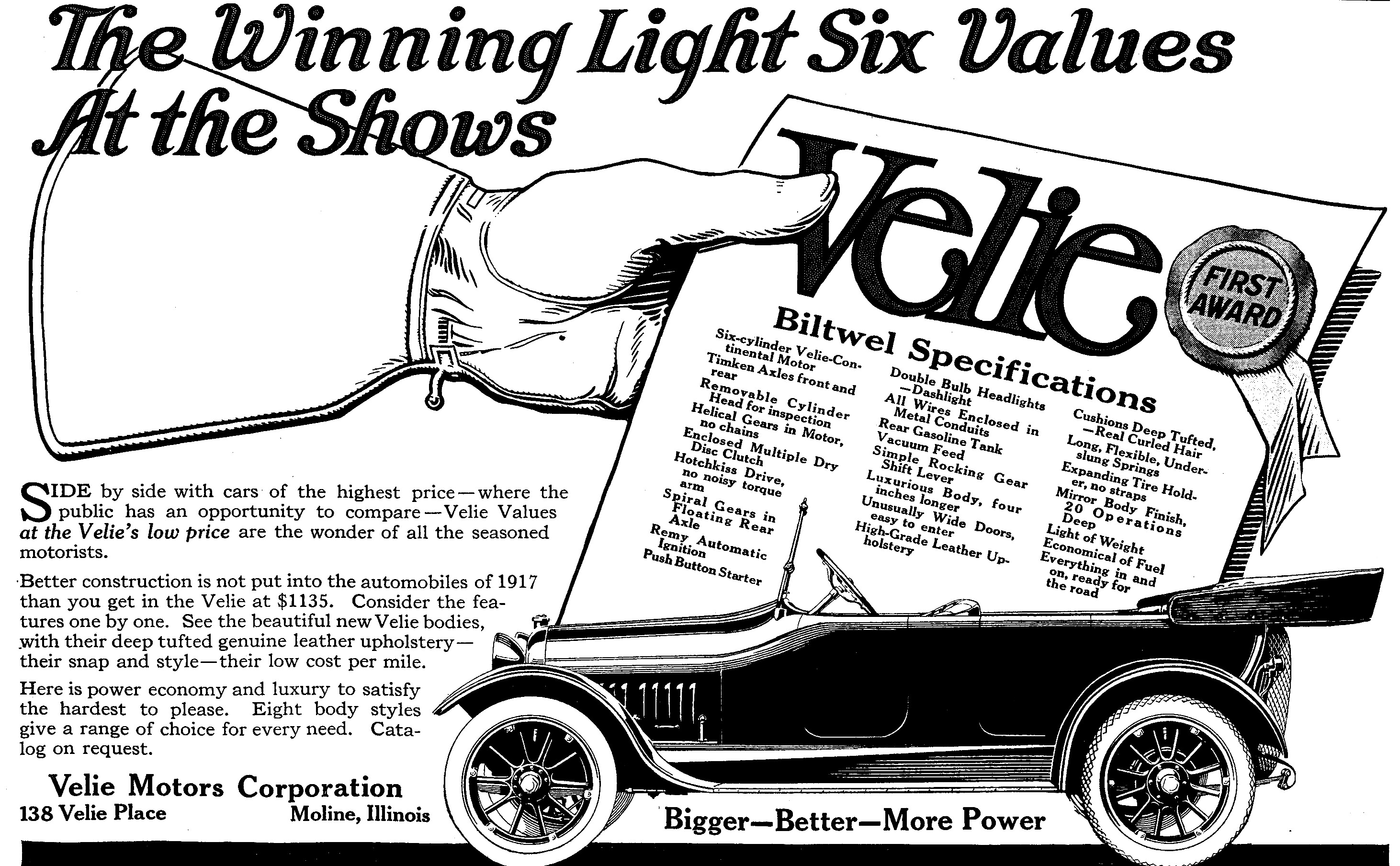
Velie Biltwel Six-28 („Light Six“) (1917) in einer zeitgenössischen Werbeschrift

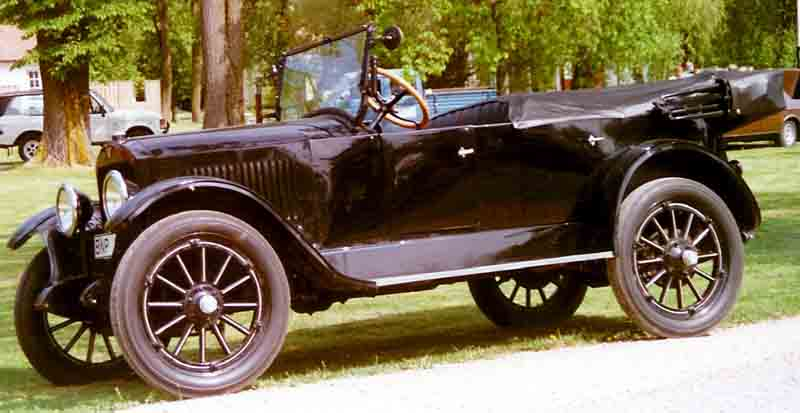
Velie Modell 34 Touring (1920)

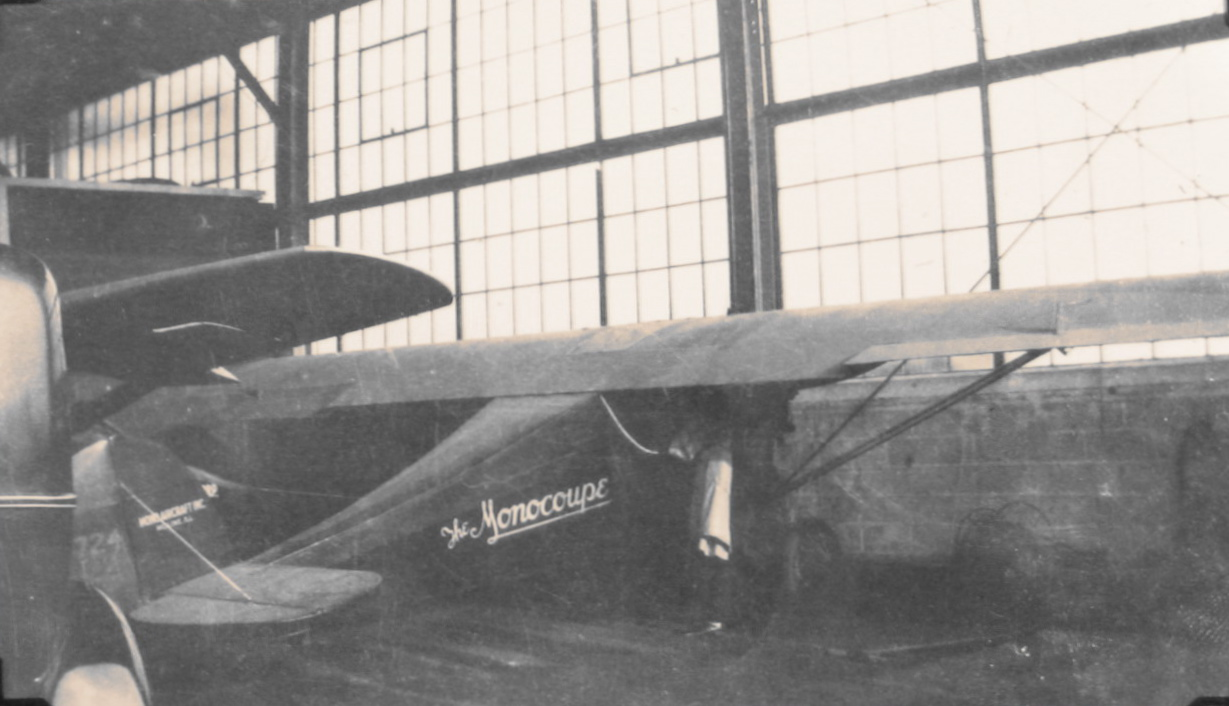
Velie Monocoupe 90

Velie war eine US-amerikanische Automarke aus der Zeit von 1909 bis 1928. Hersteller war bis 1916 die Velie Motor Vehicle Company und danach die Velie Motors Corporation (auch Velie Motor Corporation geschrieben) aus Moline in Illinois. Die Firma wurde von Willard Velie, einem Enkel von John Deere, gegründet.

## Beschreibung
Velie-Werbeschriften betonten, dass die Firma „jedes wichtige Teil selbst fertigte“, und nicht nur gekaufte Teile zusammenschraubte, eine Lektion, die sie von Ford lernten.
Der Velie 40 von 1911 hatte einen seitengesteuerten Vierzylinder-Reihenmotor mit 5473 cm³ Hubraum, Splitdorf-Magnetzünder und einer Leistung von 40 bhp (29 kW) und ein Brown-Lipe-Stirnrad-Dreiganggetriebe. Es war ein Viersitzer mit 2921 mm Radstand, 34″-Holzspeichenrädern und Reifen – je nach Kundenwunsch von Hartford oder Firestone. Der Wagen kostete US$ 1800,–, im Vergleich dazu kostete der Colt Runabout US$ 1500,– und der Oakland 40 US$ 1600,–. Dieser Preis lag aber deutlich niedriger als der des billigsten Modells von der American Motors Company mit US$ 4250,– (dessen teuerstes Modell kostete gar US$ 5250,–).
Velie stellte 9000 Autos im Jahre 1920 her. Während der 1920er-Jahre wurden die Velie-Automobile von Sechszylinder-Continental-Motoren angetrieben, aber es gab auch einen Reihenachtzylinder mit einem Lycoming-Motor. Ab 1924 verwendete Velie anstatt der Magnetzündungen Batteriezündungen von Westinghouse Electric. Der Velie Royal Sedan war das erste Auto, dessen A-Säulen nach hinten geneigt waren, womit auch die Windschutzscheibe eine wesentliche Neigung bekam.
Die Gesellschaft stellte einige Jahre lang auch Flugzeuge her. Das Velie Monocoupe war eines der ersten Flugzeuge für Privatpiloten. Daneben stellten sie auch Flugmotoren her, wie zum Beispiel den Monocoupe 70.
Willard Velie starb 1928 und seine Familie stellte die Fertigung der Velie-Automobile im gleichen Jahr ein. Monocoupe wurde an Phil Ball, einen Geschäftsmann aus St. Louis (Missouri) und Unterstützer von Charles Lindbergh, verkauft. Monocoupe-Flugzeuge wurden dann noch einige Jahre lang in St. Louis gebaut.
Laut Velie-Register gibt es im Jahr 2009 noch 230 Velie-Automobile.

## PKW-Modelle
| Modell         | Bauzeitraum | Zylinder | Leistung               | Radstand     |
| -------------- | ----------- | -------- | ---------------------- | ------------ |
| A, B           | 1909        | 4 Reihe  | 35 bhp (26 kW)         | 2794 mm      |
| D, E, F        | 1910        | 4 Reihe  | 40 bhp (29 kW)         | 2921 mm      |
| G              | 1911        | 4 Reihe  | 40 bhp (29 kW)         | 2921 mm      |
| H, O           | 1912        | 4 Reihe  | 40 bhp (29 kW)         | 2921 mm      |
| M, N           | 1912        | 4 Reihe  | 40 bhp (29 kW)         | 2997 mm      |
| L              | 1912        | 4 Reihe  | 40 bhp (29 kW)         | 3073 mm      |
| 32, Dispatch   | 1913        | 4 Reihe  | 32 bhp (23,5 kW)       | 2870 mm      |
| 40             | 1913        | 4 Reihe  | 40 bhp (29 kW)         | 2997 mm      |
| 5              | 1914        | 4 Reihe  | 26 bhp (19 kW)         | 2870 mm      |
| 9              | 1914        | 4 Reihe  | 34 bhp (25 kW)         | 3073 mm      |
| 10             | 1914        | 6 Reihe  | 34 bhp (25 kW)         | 3200 mm      |
| Biltwel        | 1915        | 6 Reihe  | 29 bhp (21 kW)         | 3150 mm      |
| Big Four       | 1915        | 4 Reihe  | 34 bhp (25 kW)         | 3150 mm      |
| Big Six        | 1915        | 6 Reihe  | 34 bhp (25 kW)         | 3251 mm      |
| Biltwel 22     | 1916        | 6 Reihe  | 25 bhp (18,4 kW)       | 2921 mm      |
| Biltwel 15     | 1916        | 4 Reihe  | 29 bhp (21 kW)         | 3150 mm      |
| Biltwel Six-28 | 1917        | 6 Reihe  | 25 bhp (18,4 kW)       | 2921 mm      |
| Biltwel Six-27 | 1917        | 6 Reihe  | 29 bhp (21 kW)         | 3150 mm      |
| 38             | 1918–1919   | 6 Reihe  | 25 bhp (18,4 kW)       | 2921 mm      |
| 39             | 1918–1919   | 6 Reihe  | 29 bhp (21 kW)         | 3150 mm      |
| 34             | 1920–1922   | 6 Reihe  | 37 bhp (27 kW)         | 2845 mm      |
| 48             | 1920–1922   | 6 Reihe  | 55 bhp (40 kW)         | 2921 mm      |
| 58             | 1922–1924   | 6 Reihe  | 45–47 bhp (33–34,5 kW) | 2921–2997 mm |
| 60             | 1925–1927   | 6 Reihe  | 48 bhp (35 kW)         | 2997 mm      |
| 66             | 1928–1928   | 6 Reihe  | 50 bhp (37 kW)         | 2845 mm      |
| 77             | 1928–1928   | 6 Reihe  | 60 bhp (44 kW)         | 2997 mm      |
| 88             | 1928–1928   | 6 Reihe  | 90 bhp (66 kW)         | 3175 mm      |

## Flugmotor Velie M-5
- 5-Zylinder-Sternmotor
- Bohrung × Hub: 104,78 mm × 95,25 mm
- Hubraum: 4106 cm³
- Leistung: 65 bhp (48 kW) bei 1.900 min−1
- Baujahr: 1928

4,125 × 3,75 Zoll = 250,58 Kubikzoll (4,11 Liter) 65 hp @ 1900 rpm (1928)